# The Curse of the Werewolf
The Curse of the Werewolf – brytyjski horror z 1961 roku w reżyserii Terence’a Fishera na podst. powieści The Werewolf of Paris Guya Endore’a.
Pierwszy film o wilkołakach nakręcony w kolorze oraz pierwsza główna rola Olivera Reeda. Jedyny film grozy Hammer Film Productions poświęcony wilkołakom.

## Fabuła
W Hiszpanii pod koniec XVIII wieku wędrujący żebrak nieopatrznie wygłasza niestosowne uwagi na weselu okrutnego markiza, za co ten wtrąca go do lochu. Z biegiem lat żebrak zostaje zapomniany i jego jedynym kontaktem z ludźmi są strażnik lochu i jego niema córka. W ciągu kolejnych lat owdowiały markiz, stary i schorowany, próbuje uwieść dorosłą córkę strażnika. Kiedy kobieta odmawia, markiz każe wrzucić ją do lochu. Żebrak, doprowadzony do zdziczenia długim uwięzieniem, gwałci ją, a następnie umiera. Wypuszczona następnego dnia dziewczyna ma „zabawiać” markiza. Córka strażnika lochu zabija markiza i ucieka. Znajduje ją w lesie uprzejmy dżentelmen, uczony don Alfredo Corledo. Jego gospodyni Teresa przywraca dziewczynę do zdrowia i odkrywa u niej ciążę.
Teresa obawia się, że dziecko urodzi się w Boże Narodzenie, co może oznaczać zły omen. W ten dzień córka strażnika lochu rodzi syna, ale umiera w połogu. Alfredo i Teresa wychowują chłopca, któremu nadają imię Leon. Lata później myśliwy i stróż Pepe odkrywa martwą kozę rozszarpaną prawdopodobnie przez wilka i donosi o tym o tym burmistrzowi. W okolicy zginęły w podobny sposób okoliczne koty. Nocą Pepe słysząc wilcze wycie, strzela do zwierzęcia. Tymczasem małoletni Leon zostaje znaleziony z raną. Opowiada don Alfredowi o nawracających snach, w których jest wilkiem. Zwierza się, że raz będąc na polowaniu z Pepe chciał uzdrowić postrzeloną wiewiórkę, jednak zasmakował się w krwi, z czego trudno mu się uwolnić. Don Alfredo nagle dostrzega u chłopca silnie owłosioną rękę.
Don Alfredo po konsultacji z księdzem, odkrywa że Leon przez złe okoliczności swojego poczęcia urodził się wilkołakiem. Ksiądz wyjaśnia, że wilkołak to ciało z ludzką duszą i duchem bestii będącymi w stałej wojnie, i jeśli dusza jest osłabiana, zły duch dominuje nad ciałem i objawia się fizycznie podczas pełni księżyca. Za poleceniem księdza Alfredo i Teresa obejmują Leona miłością i opieką, co niweluje jego wilkołactwo. Winą za zabicie zwierząt obarcza się psa pasterza Dominique’a. Jednak Pepe słysząc od jednego pijaka, że zwierzęta są zbyt precyzyjnie zabite jak na wilka, prewencyjnie wykonuje kulę ze srebrnego krucyfiksu poświęconego przez arcybiskupa.
Trzynaście lat później dorosły Leon zatrudnia się w winnicy Gomez należącej do don Fernanda. Zakochuje się w Christinie, córce don Fernanda. Christina, mimo że jest zaręczona z Rico Gomezem, odwzajemnia uczucie Leona. Gdy nadchodzi dzień wypłaty, Leon i zaprzyjaźniony z nim współpracownik Jose udaje się do pobliskiego burdelu, gdzie przemienia się w wilkołaka i będąc w pełni zdziczały zabija Verę, jedną z dziewcząt. Zabija także Jose i Dominique’a, po czym wraca do domu don Alfreda, nic nie pamiętając. Gdy Leon dowiaduje od bliskich kim jest, nie może się z tym pogodzić. Podczas kolejnej nocy chce uciec, ale czuwa nad nim Christina chcąca go poślubić. Rankiem Leon dowiaduje się, że kochająca obecność Cristiny uniemożliwia mu przemianę w wilkołaka. Chce uciec z Christiną, ale zostaje aresztowany i osadzony w więzieniu pod zarzutem morderstwa Jose.
Leon błaga, by go stracono, zanim znów się zmieni, ale burmistrz mu nie wierzy mimo zapewnień don Alfreda. Także nieświadoma jego stanu Christina nie potwierdza jego wyznań. Nadchodzącej nocy zwierzęca natura Leona daje o sobie znać, i jako wilkołak ucieka z celi, zabijając starego pijaka i dozorcę więziennego. Wilkołak ucieka przed zszokowanym tłumem miejscowych. Christina dowiaduje się od Teresy, że don Alfredo pozyskał od Pepe srebrną kulę. Wilkołak ukrywa się na szczycie kościoła. W trakcie obławy Don Alfredo, choć rozdarty żalem, oddaje śmiertelny strzał w stronę Leona i ze łzami w oczach zakrywa jego ciało płaszczem.

## Obsada
- Clifford Evans – don Alfredo Corledo
- Oliver Reed – Leon Corledo / wilkołak
  - Justin Walters – młody Leon Corledo
- Catherine Feller – Christina Fernando
- Hira Talfrey – Teresa
- John Gabriel – ksiądz
- Warren Mitchell – Pepe Valiente
- Anne Blake – Rosa Valiente
- George Woodbridge – Dominique
- Michael Ripper – stary pijak
- Ewen Solon – don Fernando
- Peter Sallis – burmistrz don Enrique
- Yvonne Romain – córka strażnika lochu
  - Loraine Carvana – młoda córka strażnika lochu
- Richard Wordsworth – żebrak
- Anthony Dawson – markiz Siniestro
- Josephine Llewelyn – markiza Siniestro
- Martin Matthews – Jose Amadayo
- David Conville – Rico Gomez
- Sheila Brennan – Vera
- Joy Webster – Isabel
- Renny Lister – Yvonne
- Denis Shaw – dozorca więzienny
- Charles Lamb – szef kuchni markiza
- Desmond Llewelyn – lokaj markiza

## Produkcja
Anthony Hinds po Narzeczonej Draculi (1960) produkcji Hammer Film Productions, otrzymał od wytwórni zadanie wyprodukowania i napisania scenariusza filmu towarzyszącego The Stranglers of Bombay (1959), który został ogłoszony w handlu jako The Black Hole of Calcutta. Ze względu na słabe przyjęcie The Stranglers of Bombay, wszelkie pomysły na kolejny film z indyjską lokalizacją ustąpiły miejsca pomysłowi Kennetha Hymana na wariant osadzony w Hongkongu – The Terror of the Tongs (1961). Hinds zamiast tego zdecydował się na kolejny gotycki horror inspirowany filmami Universal Pictures, który szkicował pod tytułem Werewolf. Pomysł oparł o powieść z 1934 roku Guya Endore’a The Werewolf of Paris. W związku z nieobecnością Jimmy’ego Sangstera i problemami, z którymi napotkał przy Narzeczonej Draculi, Hinds napisał scenariusz samodzielnie. Brak zatrudnionego scenarzysty skutkował z zaoszczędzeniem budżetu i łatwiejszym opłaceniem licencji do książki. Celem szukania kolejnych oszczędności Hinds zdecydował o wykorzystaniu istniejących już scenografii. Zdjęcia do filmu zrealizowano w Bray Studios w Berkshire na planach zdjęciowych skonstruowanych na potrzeby filmu o hiszpańskiej inkwizycji pt. The Rape of Sabena, który anulowano, gdy BBFC zgłosiło sprzeciw wobec scenariusza. Chociaż oryginalna akcja powieści rozgrywała się w Paryżu, lokalizację filmu przeniesiono do Madrytu, aby uniknąć budowy nowych paryskich dekoracji.
Do roli głównej szukano nieznanego aktora, któremu można było zapłacić mniej niż uznanemu aktorowi. Do roli wybrano bratanka reżysera Carola Reeda – Olivera Reeda. Choć ten nie miał formalnego wykształcenia aktorskiego, przejawiał naturalny talent aktorski i grał już w filmach Hammer Film Productions epizody. Rola wilkołaka była jego pierwszą znaczącą i Reed podszedł do filmu entuzjastycznie.
Stanowisko reżysera otrzymał czołowy reżyser horrorów Hammera, Terence Fisher.

## Wydanie
Film ukazał się w maju 1961 roku w kinie w podwójnym seansie z Shadow of the Cat (1961), innym filmem wytwórni Hammer.

## Odbiór
The Curse of the Werewolf okazał się porażką finansową i krytyczną. Nie zdobył popularności wśród publiczności i prasy, która uznała film za mało wyrafinowany.

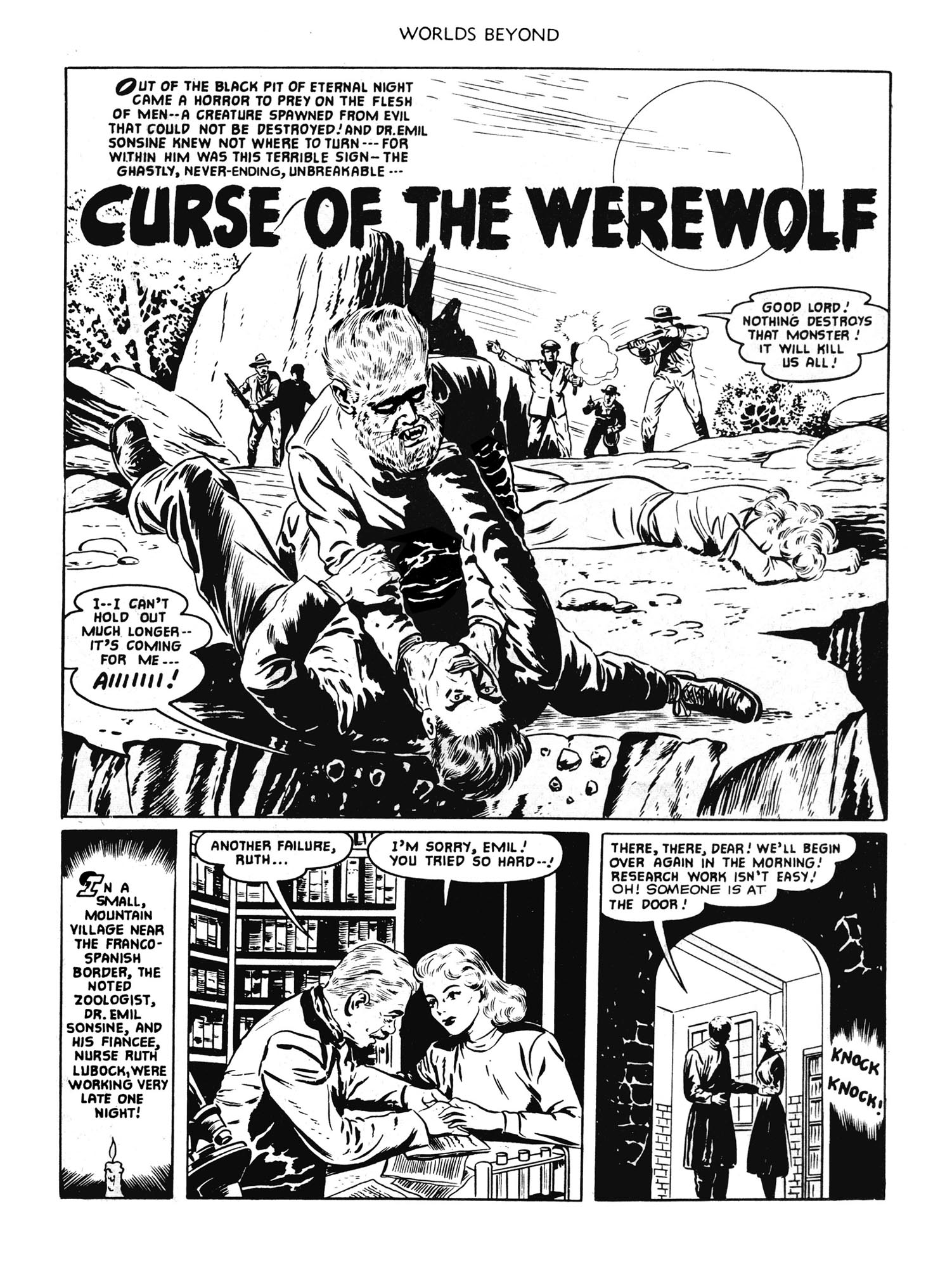
Komiks

## Adaptacje komiksowe
Na podstawie filmu powstał 15-stronicowy komiks, który ukazał się na łamach magazynu The House of Hammer (vol. 1) #10 w lipcu 1977 roku. Rysunki stworzył John Bolton na podstawie scenariusza Steve’a Moore’a.

## Odniesienia kulturze popularnej
- Wiele postaci występujących w filmie o wilkołakach Skowyt (1981) Joe Dantego zostało nazwanych na cześć reżyserów innych filmów o wilkołakach. Postać Belindy Balaski, Terri Fisher, została nazwana na cześć Terence’a Fishera[14].
- W innym filmie o wilkołakach Amerykański wilkołak w Londynie (1981), kiedy David Kessler pyta Alex: „Widziałaś kiedyś Wilkołaka?”, na co Alex odpowiada: „To ten z Oliverem Reedem?”[15].
- W filmie telewizyjnym Na psa urok (1994) główny bohater Wilby Daniels ogląda film w kinie, kiedy niefortunnie zmienia się w psa[16].